# Афти
А́фти (грец. αφθαι, від απτο — пристаю; англ. canker) — невеликі поверхневі болючі виразки слизової оболонки рота. Є клінічним симптомом. Утворюються як основний прояв самостійного процесу як от при афтозному стоматиті або як ускладнення деяких захворювань.

## Лікування
Застосовують щадну дієту за відсутності подразнюючих речовин (перець, сіль, тощо), змазування й полоскання порожнини рота в'яжучими засобами. Використовують засоби, що містять лізоцим.